# 耶律曷鲁
耶律曷鲁（872年—918年），契丹人，汉字控温，辽朝的开国功臣之一。
他是耶律偶思之子，辽太祖耶律阿保机的同族兄弟，曾经成功游说了奚部首领，并统一了奚部和契丹。死后被阿保机上尊号‘阿鲁敦于越’，全契丹人中只有耶律曷鲁一个人有这个称号。于越是辽代大于越府的首辅，居百官之上，无具体职掌，就是“大之极矣，所以没品。”